# Templo Beth-El (Providence)
El Templo Beth-El, anteriormente conocido como la sinagoga de Broad Street,  es una sinagoga judía histórica en 688 Broad Street en la ciudad de Providence, la capital del estado de Rhode Island (Estados Unidos).

## Historia
La congregación se fundó en 1849 cuando un grupo ortodoxo conocido como los "Hijos de Israel" se reunió para los servicios diarios en Providence. En 1877, la congregación se afilió a la Unión de Congregaciones Hebreas Estadounidenses (más tarde llamada Unión para el Judaísmo Reformista), la denominación nacional del Judaísmo Reformista. Si bien Newport, Rhode Island, tenía una comunidad judía sefardí bien establecida desde el siglo XVII, pocos judíos sefardíes vivían en Providence. Los judíos de Providence que fundaron el Templo Beth-El eran predominantemente asquenazí de áreas de habla alemana. La mayoría de los primeros feligreses del Templo Beth-El eran inmigrantes de Alemania, los Países Bajos, Hungría y Polonia.
El edificio fue construido en 1910-1911 y fue la sede de los Hijos de Israel hasta 1954.  Después de 1954, el edificio sirvió a la congregación Shaare Zedek.  En 2006, Shaare Zedek se fusionó con Beth Shalom y el edificio de Broad Street quedó vacante. 
Debido en parte a la crisis financiera de 2008, Beth Shalom no pudo vender el edificio, y quedó descuidado y destrozado.  En 2014, un desarrollador compró el edificio y se organizó la sinagoga Friends of Broad Street sin fines de lucro para convertir el edificio en un centro comunitario.

## El edificio
El edificio actual, una estructura de ladrillo del Renacimiento clásico, fue diseñado por Banning & Thornton y construido en 1910–11.
El arquitecto Ira Rakatansky diseñó las renovaciones del edificio en 1955.  Se agregó una cerca de hierro para separar la sinagoga de Broad Street en 1984.  El edificio se agregó al Registro Nacional de Lugares Históricos en 1988.
El antiguo edificio, vacante desde 2006, sufrió graves daños por vandalismo y agua.  Ha sido nombrado uno de los "Edificios más amenazados" de Providence por la Providence Preservation Society ocho veces.